# Hemipeplus abditus
Hemipeplus abditus är en skalbaggsart som beskrevs av Darren A. Pollock 1999. Hemipeplus abditus ingår i släktet Hemipeplus och familjen Mycteridae. Inga underarter finns listade i Catalogue of Life.